# 参宿增廿二
獵戶座56，又名BD+01 1151，HD 39400、SAO 113220、HR 2037，是獵戶座的一颗恒星，视星等为4.78，位于銀經204.41，銀緯-12.22，其B1900.0坐标为赤經5h 47m 14.8s，赤緯+1° -12.22′ 51″。